# Lagoa do Carro
Lagoa do Carro is een gemeente in de Braziliaanse deelstaat Pernambuco. De gemeente telt 15.230 inwoners (schatting 2009).
De gemeente grenst aan Carpina en Lagoa de Itaenga.